# Парапеті
Парапеті́ (ісп. Río Parapetí) — річка в Болівії, що починається в Андах, пересікає болівійську частину Гран-Чако і вливається у Баньядос-де-Ісосоґ, де більша частина стоку випаровувається. Протягом вологого сезону річка сполучається з річкою Сан-Міґель, притокою річки Гуапоре, басейну Амазонки. Значна частина стоку через підземні води потрапляє по річки Парагвай.
| Болівія | Це незавершена стаття з географії Болівії. Ви можете допомогти проєкту, виправивши або дописавши її. |